# Hilde Kieboom
Hilde Jozefa Franciska Maria barones Kieboom (Wilrijk, 7 mei 1965) is een Belgische bestuurster. Ze is de voorzitster van de Sint-Egidiusgemeenschap in Antwerpen.

## Biografie
Hilde Kieboom is de dochter van verzekeringsinspecteur Armand Kieboom en schooldirectrice Maria Van Dun. Ze is in 1994 getrouwd met historicus en opiniemaker Jan De Volder.
Ze studeerde Germaanse talen en theologie. Ze is licentiaat Germaanse filologie. In 1985 richtte zij in Antwerpen de Belgische tak van het Italiaanse Sant'Egidio op dat ze twee jaar eerder in Rome had leren kennen.
Kieboom is bestuurster en ondervoorzitster van de Stichting Koningin Paola. Ze is of was ook lid van de Stichting Welzijnszorg van de provincie Antwerpen, lid van de jury van het armoedefonds van de Koning Boudewijnstichting, lid van de algemene vergadering van Kazerne Dossin en lid van de adviesraad van KADOC (KU Leuven).
Midden 2010 kwam ze met een voorstel om het politiek moeilijke dossier over de amnestie in België te regelen. Zij stelt dat Bart De Wever en Elio Di Rupo vandaag een historische kans hebben om oude wonden te helen en verzoening te brengen.

## Eerbetoon
Er werd haar op 17 juli 2003 persoonlijke adeldom verleend, met de titel van barones en toelating voor haar echtgenoot om de titel baron voor zijn naam te voegen. De registratie van de open brieven gebeurde op 9 maart 2004. Haar wapenspreuk luidt Ex amitia pax.
Ze werd in 2005 eredoctor van de Katholieke Theologische Universiteit te Utrecht, inmiddels de faculteit Katholieke Theologie van de Universiteit van Tilburg.
Ze ontving in 2003 de Prijs Gabriëlla Moortgat, uitgereikt door de Koning Boudewijnstichting.

## Publicaties
- Een hart voor deze tijd, christen zijn vandaag, christen zijn vandaag, Tielt, 2005
- L'Évangile dans la ville, la spiritualité et l'action de Sant, Egidio, Fidélité, 2007
- Met zachte kracht, de spirituele tegenbeweging, Tielt, 2010
- SantEgidio, dienst aan de vriendschap met armen en aan de vrede, in: Driemaandelijks Bulletin van de Vereniging van de Adel van het Koninkrijk België, 2011.